# American Society for Engineering Education
L'American Society for Engineering Education (ASEE) est un organisme sans but lucratif fondé en 1893 dédié à développer l'éducation dans le domaine de l'ingénierie. Les moyens employés recouvrent les processus d'enseignement et d'apprentissage, de conseil, de recherche, de vulgarisation et de relations publiques.

## Histoire
La société a été fondée sous le nom de Society for the Promotion of Engineering Education (SPEE) lors de l'Exposition universelle de 1893 à Chicago. Elle regroupe des dirigeants de divers horizons chargés de donner des propositions d'actions susceptibles de promouvoir une approche des sciences tournées vers l'industrie. 
Au cours de la seconde guerre mondiale, le gouvernement fédéral a commencé à mettre davantage l'accent sur la recherche, ce qui a incité SPEE à former l'Engineering College Research Association (ECRA), plus axé sur la recherche appliquée. L'ASEE a été formée en 1946 par la fusion de ces deux organismes.
Dans les années 60 l'ASEE se professionnalise et s'installe à Washington. Abandonnant les activités de lobbying pour l'industrie il se tourne vers l'enseignement et l'attribution de bourses d'études fédérales (NASA, DoD, NSF...) et les actions de promotion des minorités.
L'ASEE organise de nombreuses conférences sur tous les sujets qu'elle couvre.

## Publications
L'ASEE publie diverses revues :
- Prism, mensuel couvrant l'ensemble des activités,
- Journal of Engineering Education, revue scientifique trimestrielle à comité de lecture,
- Advances in Engineering Education, destinée aux éducateurs,
- Profiles of Engineering and Engineering Technology Colleges, destinée aux étudiants,
- Computers in Education Journal, revue spécialisée pour l'usage des ordinateurs dans l'enseignement.

## Prix décernés
L'ASEE décerne de nombreux prix :
- Frederick J. Berger Award
- Chester F. Carlson Award
- Isadore T. Davis Award for Excellence in Collaboration of Engineering Education and Industry
- DuPont Minorities in Engineering Award
- John L. Imhoff Global Excellence Award for Industrial Engineering Education
- Sharon Keillor Award for Women in Engineering Education
- Benjamin Garver Lamme Award
- ASEE Lifetime Achievement Award in Engineering Education
- James H. McGraw Award
- Meriam / Wiley Distinguished Author Award
- Fred Merryfield Design Award
- National Engineering Economy Teaching Excellence Award
- National Outstanding Teaching Award
- Robert G. Quinn Award
- William Elgin Wickenden Award
- George Westinghouse Award (clôturé en 1999)